# Грандфоллс (Техас)
Грандфоллс (англ. Grandfalls) — місто (англ. town) в США, в окрузі Ворд штату Техас. Населення — 340 осіб (2020).

## Географія
Грандфоллс розташований за координатами 31°20′26″ пн. ш. 102°51′16″ зх. д. / 31.34056° пн. ш. 102.85444° зх. д. (31.340494, -102.854463).  За даними Бюро перепису населення США в 2010 році місто мало площу 1,40 км², уся площа — суходіл.

## Демографія
Згідно з переписом 2010 року, у місті мешкало 360 осіб у 142 домогосподарствах у складі 93 родин. Густота населення становила 257 осіб/км².  Було 172 помешкання (123/км²).
Расовий склад населення:
| - 83,6 % — білих - 2,8 % — чорних або афроамериканців - 0,8 % — корінних американців - 8,9 % — осіб інших рас |

До двох чи більше рас належало 3,9 %. Частка іспаномовних становила 46,4 % від усіх жителів.
За віковим діапазоном населення розподілялося таким чином: 24,7 % — особи молодші 18 років, 61,1 % — особи у віці 18—64 років, 14,2 % — особи у віці 65 років та старші. Медіана віку мешканця становила 38,8 року. На 100 осіб жіночої статі у місті припадало 110,5 чоловіків;  на 100 жінок у віці від 18 років та старших — 95,0 чоловіків також старших 18 років.
Середній дохід на одне домашнє господарство  становив 41 710 доларів США (медіана — 35 938), а середній дохід на одну сім'ю — 43 207 доларів (медіана — 36 563). Медіана доходів становила 50 750 доларів для чоловіків та 18 958 доларів для жінок. За межею бідності перебувало 27,8 % осіб, у тому числі 37,0 % дітей у віці до 18 років та 27,3 % осіб у віці 65 років та старших.
Цивільне працевлаштоване населення становило 111 осіб. Основні галузі зайнятості: освіта, охорона здоров'я та соціальна допомога — 20,7 %, роздрібна торгівля — 14,4 %, будівництво — 14,4 %.